# Hallaton Castle

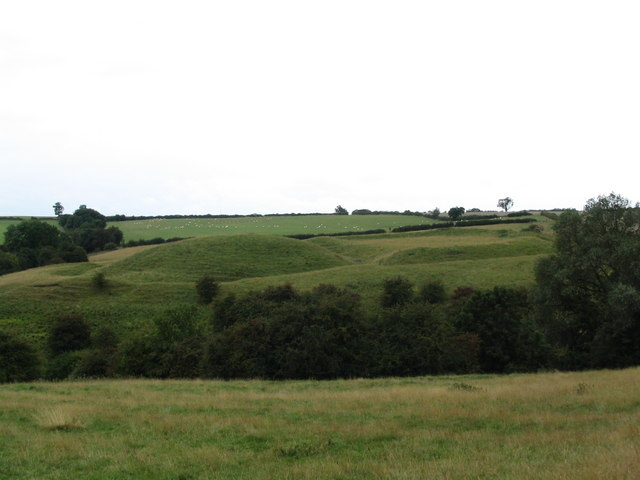
Erdwerke von Hallaton Castle 2006

Hallaton Castle ist eine abgegangene mittelalterliche Burg westlich des Dorfes Hallaton, etwa 20 km südöstlich von Leicester in der englischen Grafschaft Leicestershire. Sie gilt als Scheduled Monument.
Es handelte sich um eine interessante Motte mit einer zusätzlichen, rechteckigen Einfriedung. Der Mound war 36 Meter hoch und hatte 190 Meter Umfang. Darauf stand ein Donjon. Die Burg hatte einschließlich der Außenwerke 0,81 Hektar Grundfläche.
Heute sind davon nur noch Erdwerke erhalten.